# Tenagodus barbadensis
Tenagodus barbadensis is een slakkensoort uit de familie van de Siliquariidae. De wetenschappelijke naam van de soort is voor het eerst geldig gepubliceerd in 2004 door Bieler.